# Цадик

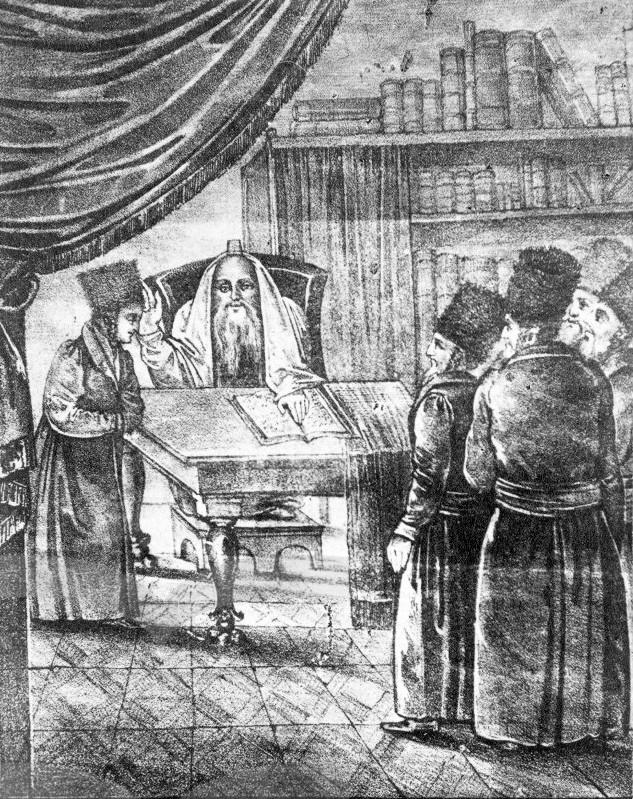
Коженицкий магид

Цади́к (ивр. צַדִיק‎ — праведник) — в иудаизме набожный и благочестивый человек; в хасидизме цадик (или ребе) — духовный лидер хасидской общины, на котором покоится шхина (Божественное присутствие). В иудаизме за пределами хасидизма цадик, как и любой другой человек, не является объектом поклонения или особого почитания.

## Иудаизм
Изначально цадикам не отводилась особая роль в религиозной иерархии. Ими могли быть обычные люди, которые соблюдали заповеди Торы. При этом цадик не мог быть неграмотным или неучем в вопросах религии (не знающий Торы цадик — нонсенс). Согласно легендам, цадику нельзя было причинить вред, ибо он находился под непосредственным покровительством Бога. Цадик также как бы освящал ту землю, в которой жил, посему цадик служил талисманом места, отвращая от города наказание Бога (ср. Быт. 18:28).

## Хасидизм

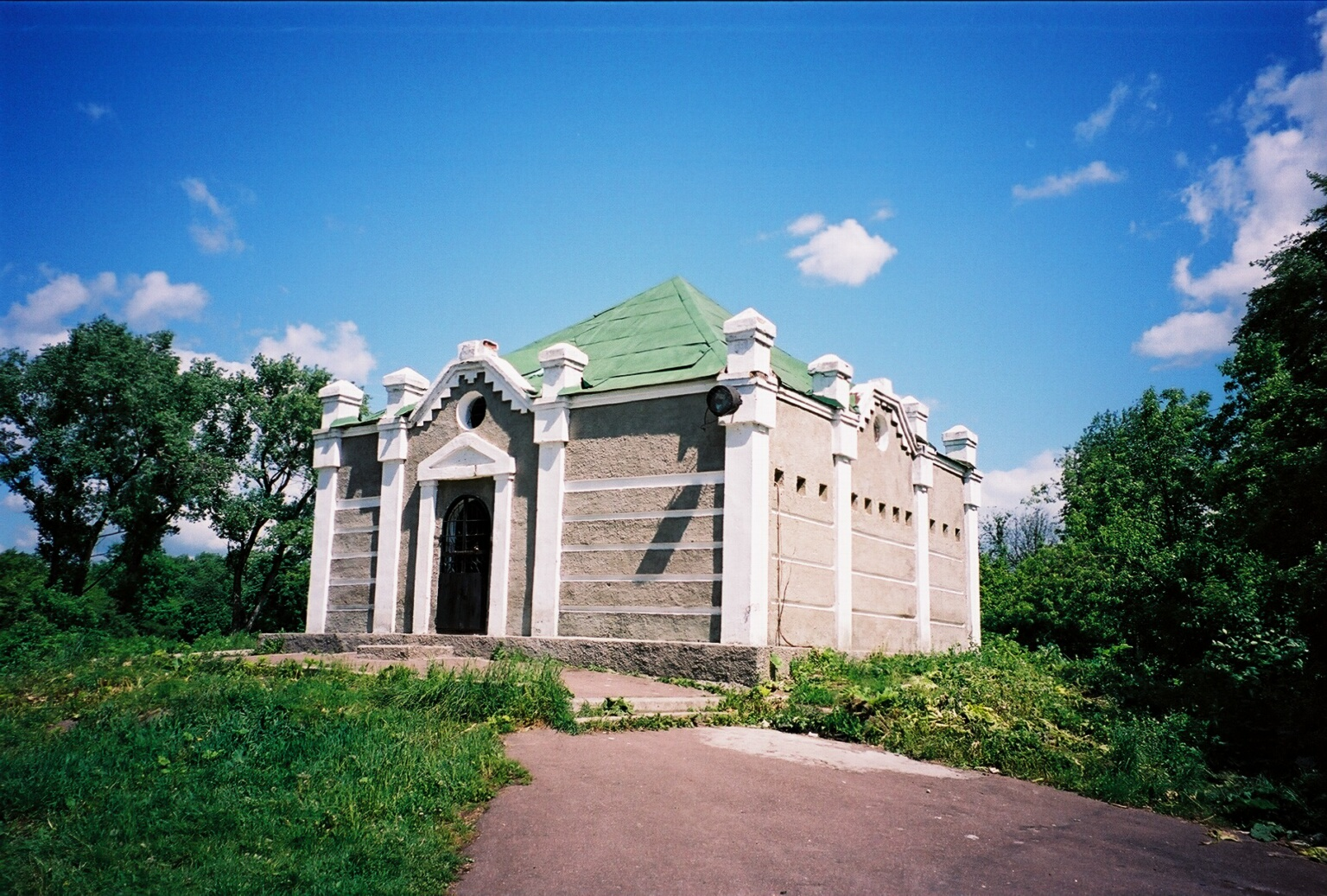
Мавзолей цадика Леви Ицхака в Бердичеве

Позднее цадикам начали приписывать экстрасенсорные способности, особый дар целительства и особую силу молитв (таковым считался Бешт).
В хасидизме цадики превращаются в духовных лидеров (ребе), к которым идут за советом, у которых просят молитв и благословения. Считается, что цадик способен советом, благословением или молитвой помочь в любом деле и даже сотворить чудо. После смерти цадика его могила часто становится объектом паломничества. Такие могилы находятся в Бердичеве, Умани и Чернобыле. Хасид был обязан посещать цадика в определённые дни, в первую очередь — во время праздников и десяти дней покаяния, а также иногда по субботам.
В отличие от христианских монахов и аскетов, цадики жили в миру (хотя нередко и странствовали), обзаводились семьями и даже основывали целые династии.
Первые цадики получали имена по названию местечек, где происходила их деятельность, с прибавлением почётного титула: ребе (учитель) или магид (проповедник). Например, Любавичский Ребе, Ружинский Ребе, Рыбницкий Ребе или Коженицкий магид. Единственная известная хасидская женщина-цадик носила прозвище Людмирская дева.
Со временем должность цадика стала наследственной — после смерти его место занимали сын или зять. Так возникли династии цадиков: Карлинская, Любавичская, Сатмарская и др.
Целую концепцию цадикизма разработал Элимелех из Лежайска. Предполагалось, что раввин должен быть цадиком, а цадик — раввином.
Митнагдим с одной стороны и маскилим с другой обличали «поклонение человеку» в хасидизме и использование религиозной власти в корыстных целях.